# Kreuzauffindungskirche (Tiefenstürmig)

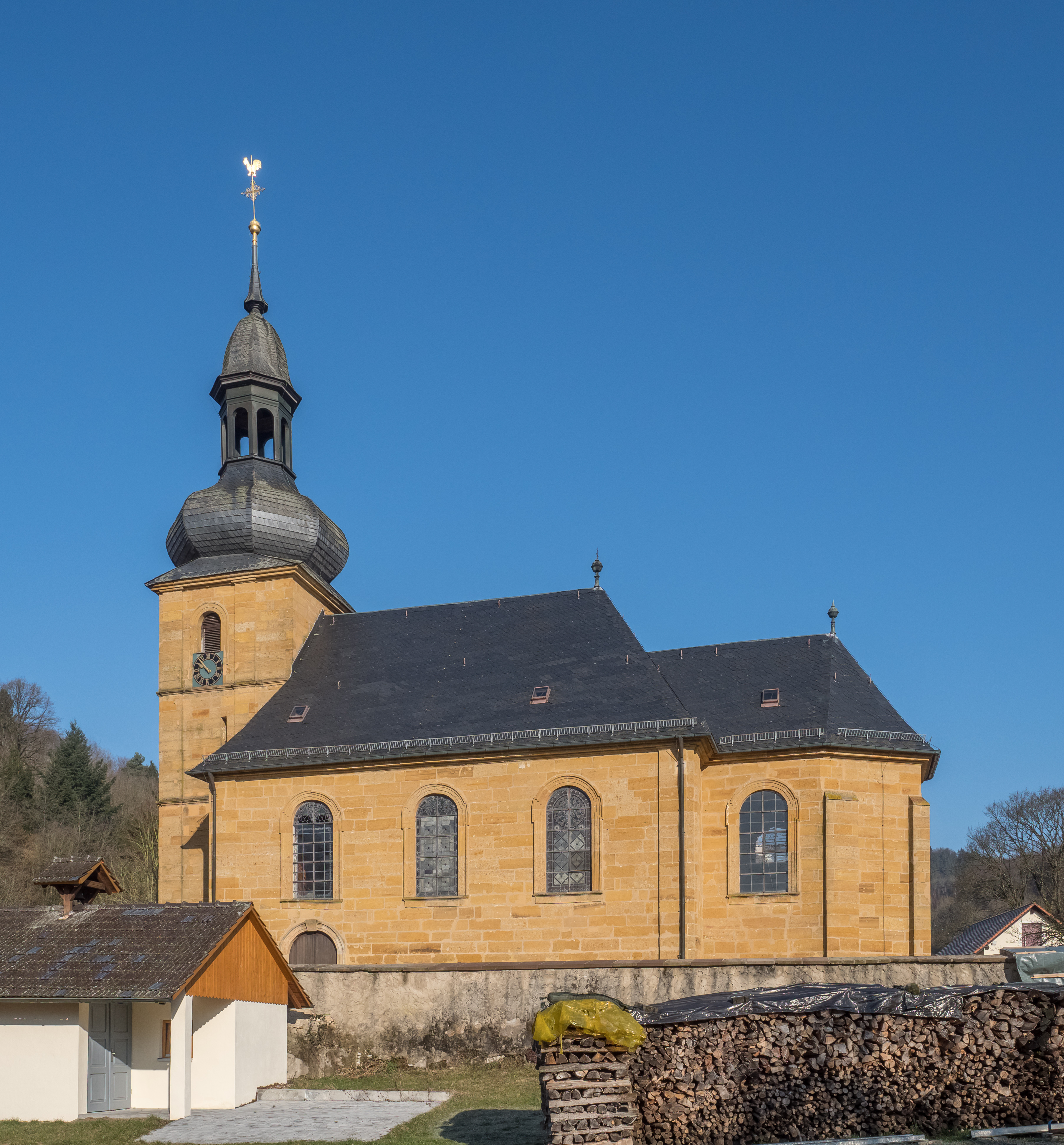
Kreuzauffindungskirche (Tiefenstürmig)

Die römisch-katholische, denkmalgeschützte Kreuzauffindungskirche steht in Tiefenstürmig, einem Kirchdorf des Marktes Eggolsheim im Landkreis Forchheim (Oberfranken, Bayern). Die Kirche ist unter der Denkmalnummer D-4-74-123-119 als Baudenkmal in der Bayerischen Denkmalliste eingetragen. Die Filialkirche gehört zur Pfarrei St. Margaretha (Drügendorf) im Seelsorgebereich Jura-Aisch im Dekanat Forchheim des Erzbistums Bamberg.

## Beschreibung
Die barocke Saalkirche aus Quadermauerwerk wurde 1726 erbaut. Im Osten ihres Langhauses befindet sich ein eingezogener, dreiseitig geschlossener, von Strebepfeilern gestützter Chor, im Westen ein Fassadenturm, der mit einer schiefergedeckten Welschen Haube bedeckt ist. Der Innenraum des Langhauses ist mit einem Spiegelgewölbe, der des Chors mit einem Kreuzgewölbe überspannt. Die Deckenmalereien stammen von Johann Gebhard, der Stuck an der Decke von Johann Jakob Vogel. Zur Kirchenausstattung von 1721 bis 1731 gehören der Hochaltar, die Seitenaltäre, die Kanzel und eine Orgel.